# Curd Jürgens
Curd Jürgens (13. december 1915 – 18. juni 1982) var en tysk-østrigsk skuespiller. Han blev normalt omtalt i engelsksprogede film som Curt Jurgens.
Han var oprindelig journalist, men blev inspireret af hans første kone, skuespillerinden Louise Basler, at forfølge en karriere som skuespiller. På den tyske scene og film fra 1935. Han havde stor succes indtil 1944, da han var på ordre fra Joseph Goebbels, blev deporteret til en koncentrationslejr på grund af "politisk upålidelighed".
Han fik sit store gennembrud i 1955 med filmen Des Teufels General og deltog i mere end 100 film, både i Tyskland og internationalt.
En af hans mest kendte roller er i James Bond filmen The Spy Who Loved Me, hvor han spiller super skurken Karl Stromberg.